# Trombospondina-1
La trombospondina-1, també coneguda com a THBS1, és una proteïna que en els humans està codificada pel gen THBS1 És una subunitat d'una proteïna homotrimèrica unida per enllaços disulfur. És una glicoproteïna adhesiva que controla les interaccions cèl·lula- cèl·lula i les interaccions cèl·lula -matriu. Es pot unir a fibrinogen, fibronectina, laminina, col·lagen tipus V i a integrines alfa-V/Beta-I. També s'ha vist que participa en la formació de plaquetes, l'angiogènesi i la tumorigènesi.

## Funció
La trombospondina-1 és una proteïna de la família de les trombospondines. Té diversos dominis i un glicocàlix, i s'ha vist que és un inhibidor natural de la neovascularització i la tumorigènesi en els teixits sans. També se li atribueix la modulació positiva i negativa de l'adhesió, la motilitat i el creixement de les cèl·lules endotelials, doncs aquesta interacciona amb com a mínim 12 receptors d'unió cel·lular, entre els quals trobem: CD36, αv integrines, β1 integrines i sindecan. Aquesta també interacciona amb diverses proteases responsables de l'angiogènesi, entre les quals trobem: plasminogen, uroquinasa, trombina, catepsina i elastasa.
La trombospondina-1 s'uneix als receptors de reelina, ApoER2 i VLDLR, afectant la migració neuronal en el corrent migratori rostral.

## Estructura
L'activitat de la trombospondina-1 es duu a terme en diversos dominis, particularment al domini aminoterminal d'unió de l'heparina, al domini de procol·lagen, a les repeticions de tipus I (“properdin-like”) i al domini carboxiterminal globular. També conté repeticions homòlogues de tipus II (“epidermal growth factor-like”) i repeticions de tipus III (que contenen una seqüència RGD).

### N-terminal
El domini N-terminal d'unió de l'heparina, a altes concentracions, s'ha vist que és un potent inductor de la migració cel·lular. Això no obstant, quan el domini d'unió de l'heparina és fragmentat, a baixes concentracions, els dominis anti-angiogènics restants mostren una disminució de l'activitat anti-angiogènica on la migració de les cèl·lules endotelials ha augmentat. Això pot ser explicat pel fet que els dominis d'unió de l'heparina regulen la unió de TSP1 a les cèl·lules, permetent als altres dominis exercir les seves funcions. El fet que el domini d'unió de l'heparina de la TSP1 actuï diferent a altes i baixes concentracions permet a la TSP1 ser al mateix temps un regulador positiu i negatiu de l'angiogènesi (ref. 7).

### Domini de procol·lagen
Tant el domini de procol·lagen com les repeticions de TSP1 de tipus I inhibeixen la neovascularització i la migració de cèl·lules endotelials. Això no obstant, és poc probable que els mecanismes d'acció d'aquests fragments de la TSP1 siguin els mateixos. Les repeticions de tipus I són capaces d'inhibir la migració de les cèl·lules endotelials en una cambra d'assaig Boyden després d'una exposició de 3-4 hores, mentre que el domini de procol·lagen en necessita entre 36-48 per realitzar el mateix procés. Al mateix temps que l'assaig en la membrana corioalantroica (CAM) demostra que les repeticions de tipus I són anti-angiogèniques, també demostra que la seqüència de procol·lagen no té activitat anti-angiogènica. Això es pot deure al fet que la seqüència N-terminal de la TSP1 es difereix més a través de les espècies que la seqüència C-terminal, tot i que també pot ser a causa de diferents mecanismes d'acció. La TSP1 conté tres repeticions de tipus I, de les quals només la segona està implicada en la inhibició de l'angiogènesi. La repetició de tipus I és més efectiva en la inhibició de l'angiogènesi que tota la proteïna sencera i té dos regions d'activitat:
- La seqüència N-terminal conté una regió rica en triptòfan activada per l'angiogènesi que bloqueja el factor de creixement dels fibroblasts (FGF-2 o bFGF). També s'ha vist que aquesta regió prevé la unió de FGF-2 amb les cèl·lules endotelials, per la qual cosa es creu que el seu mecanisme d'acció consisteix a retenir el FGF-2 evitant així la unió.
- La segona regió amb activitat, la regió d'unió de CD36 de la TSP1, es pot trobar en la seqüència C-terminal de les repeticions de tipus I (ref. 8). Es creu que l'activació del receptor CD36 causa un increment de la sensibilitat de les cèl·lules endotelials pels senyals d'apoptosi (mort cel·lular programada).[5][5]

També s'ha vist que les repeticions de tipus I s'uneixen a heparina, fibronectina i TGF-β, entre d'altres, inhibint potencialment els efectes d'aquestes molècules en les cèl·lules endotelials. Això no obstant, CD36 és generalment considerada com el receptor inhibidor de senyalització dominant de TSP-1, i l'expressió de CD36 en cèl·lules endotelials està restringida a cèl·lules endotelials microvasculars.
Les repeticions de tipus I solubles redueixen el nombre de cèl·lules endotelials a base d'inhibir la seva proliferació i de provocar l'apoptosi. Curiosament, la unió de les cèl·lules endotelials a la fibronectina redueix parcialment aquest fenomen. També s'ha vist que els fragments proteics d'unió de les repeticions de tipus I a part de servir d'unió a les cèl·lules endotelials, també serveixen d'unió a les cèl·lules de melanoma.

### C-terminal
El domini C-terminal regula la unió cel·lular i s'uneix a un altre receptor important de la TSP1, el IAP (o CD47). Aquest receptor és necessari per a respostes cel·lulars regulades per estimulacions d'òxid nítric i per a la senyalització de cGMP. S'ha vist que diversos dominis d'aquests receptors, tenen adhesius i activitats quimiotàctiques per a les cèl·lules canceroses, el que suggereix que la TSP1 pot tenir un efecte directe en la biologia del càncer, independentment de les seves propietats anti-angiogèniques.

## Tractament de càncer
Si bloquegem la unió de la TSP1 amb el seu receptor de la superfície cel·lular CD47, el teixit normal es torna quasi immune a la teràpia de radiació i facilita la mort del tumor.

## Interaccions
La trombospondina-1 interacciona amb la LRP1 (ref. 18) (ref. 19) (ref. 20), la Plasmina, i la MMP2.